# Dynamena ogasawarana
Dynamena ogasawarana är en nässeldjursart som beskrevs av Hirohito 1974. Dynamena ogasawarana ingår i släktet Dynamena och familjen Sertulariidae. Inga underarter finns listade i Catalogue of Life.